# Привокзальна площа (Одеса)
Привокзальна площа — одна з центральних площ міста Одеси. Є елементом міської інфраструктури Одеси. Розташована в історичному центрі міста, обмежена вулицею Олександра Станкова, Пантелеймонівською вулицею, перетинається з Італійським бульваром.

## Історія

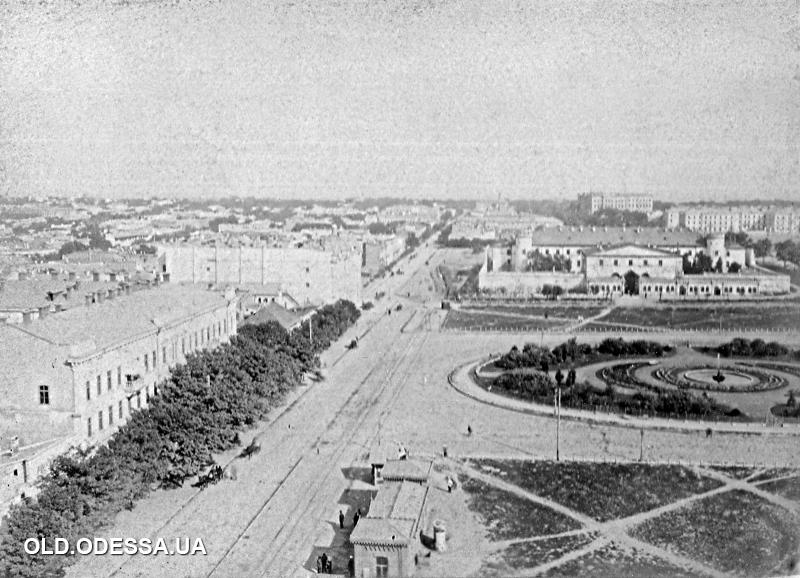
Вигляд Тюремної площі наприкінці 19-го століття - видна будівля Тюремного замку

Виникла біля старої межі Порто-Франко. Перша назва — Тюремна — через розташування тюремного закладу (архітектор Ф. К. Боффо, 1819—1825). В 1894 р. заклад був переведений звідси в інший район міста.
Після рішення будувати тут міський залізничний вокзал площа стала головною сухопутною брамою міста та змінила назву. Будівля вокзалу будувалась з 1879 р. до 1883 р. (архітектор О. Бернардацці за проєктом В. Шретера).
Під час Громадянської війни — арена жорстоких боїв між ворожими сторонами.
Будівлю вокзалу було зруйновано в останні дні нацистської окупації Одеси у 1944 р. Будівля нині теперішнього залізничного вокзалу була збудована в 1952 р. за проектом А. М. Чуприна, в основному повторюючи старий вокзал, зі зсувом на південь для збільшення Привокзальної площі.

## Пам'ятники
- Вокзал Одеса-Головна

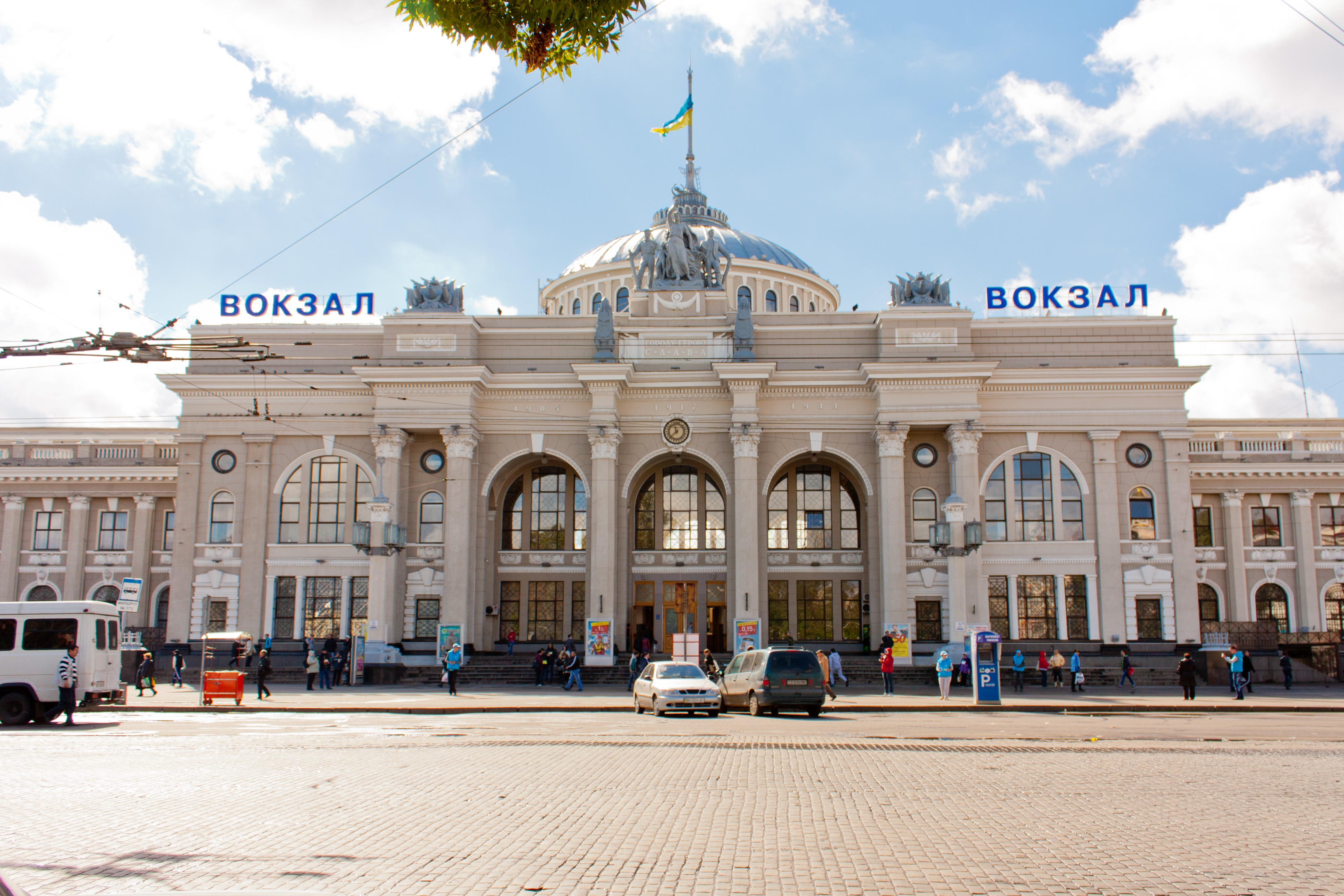
Вокзал Одеса-Головна

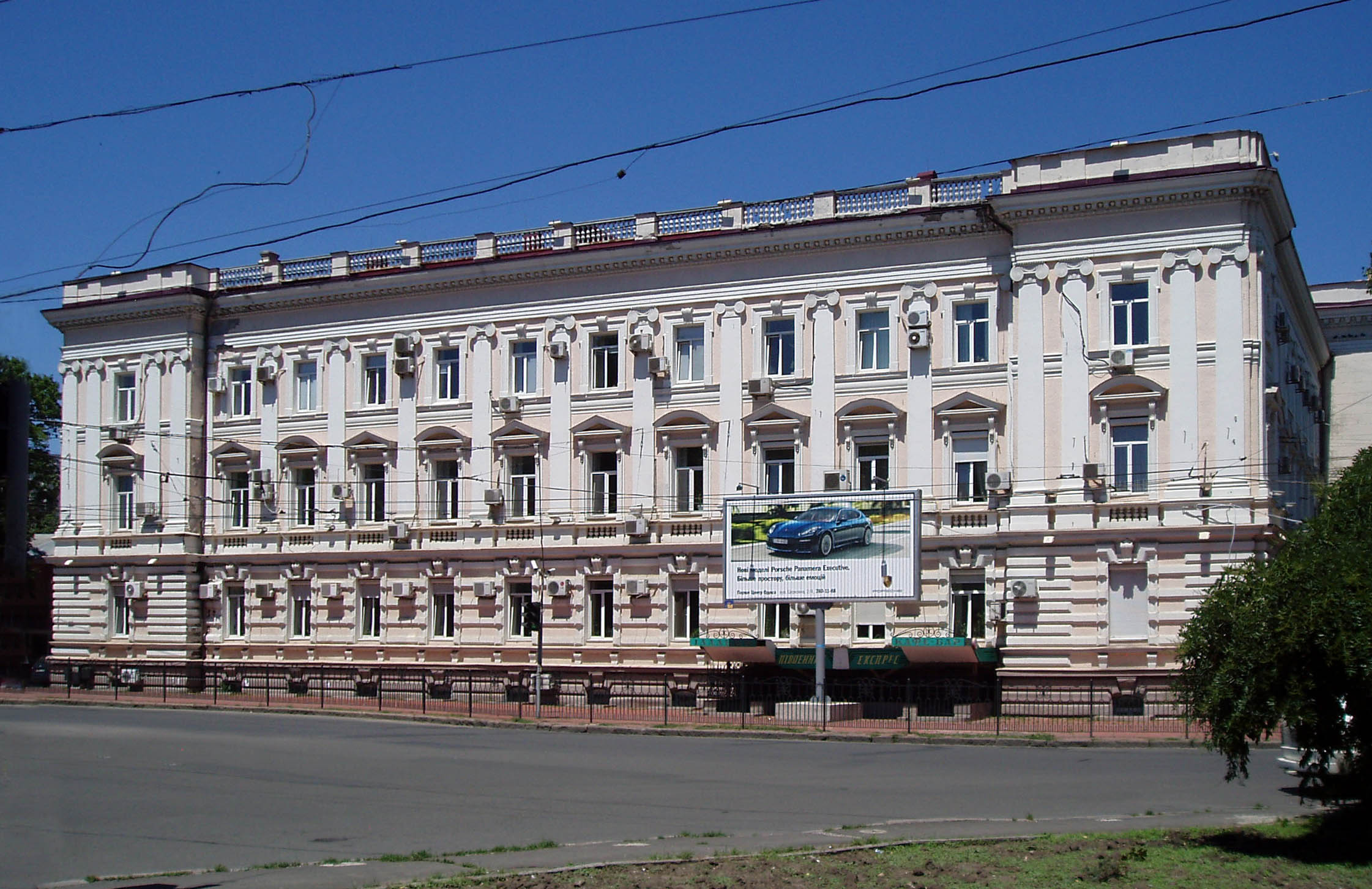
Управління Одеської залізниці

- Управління Одеської залізничної дороги (Колишній суд, 1894—1895 рр., арх. Толвінський Микола Костянтинович).

«У вокзала и вокзального скверика война принимала неизменно позиционный характер. Орудия били по зданию вокзала прямой наводкой. После очередного штурма на месте больших вокзальных часов обычно оставалась зияющая дыра. Одесситы очень гордились своими часами, лишь только стихал шум боя, они спешно заделывали дыру и устанавливали на фасаде вокзала новый сияющий циферблат. Но мир длился недолго; проходило два-три месяца, снова часы становились приманкой для артиллеристов; стреляя по вокзалу, они между делом посылали снаряд и в эту заманчивую мишень. Снова на фасаде зияла огромная дыра, и снова одесситы поспешно втаскивали под крышу вокзала новый механизм и новый циферблат. Много циферблатов сменилось на фронтоне одесского вокзала в те дни» — Олександр Козачинський «Зелений фургон»